# Vitalienbrüder

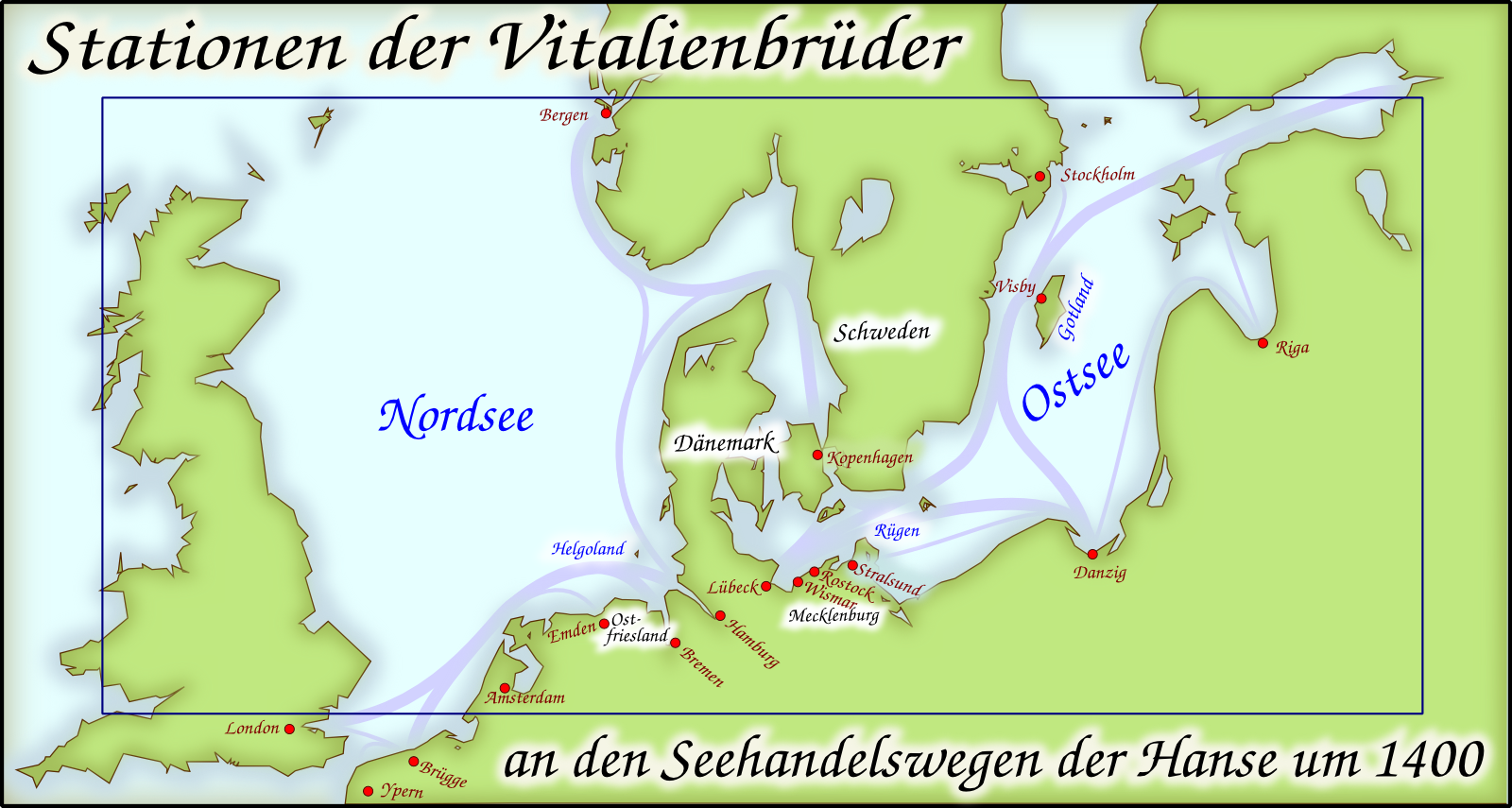
Schauplätze der Vitalienbrüder um 1400

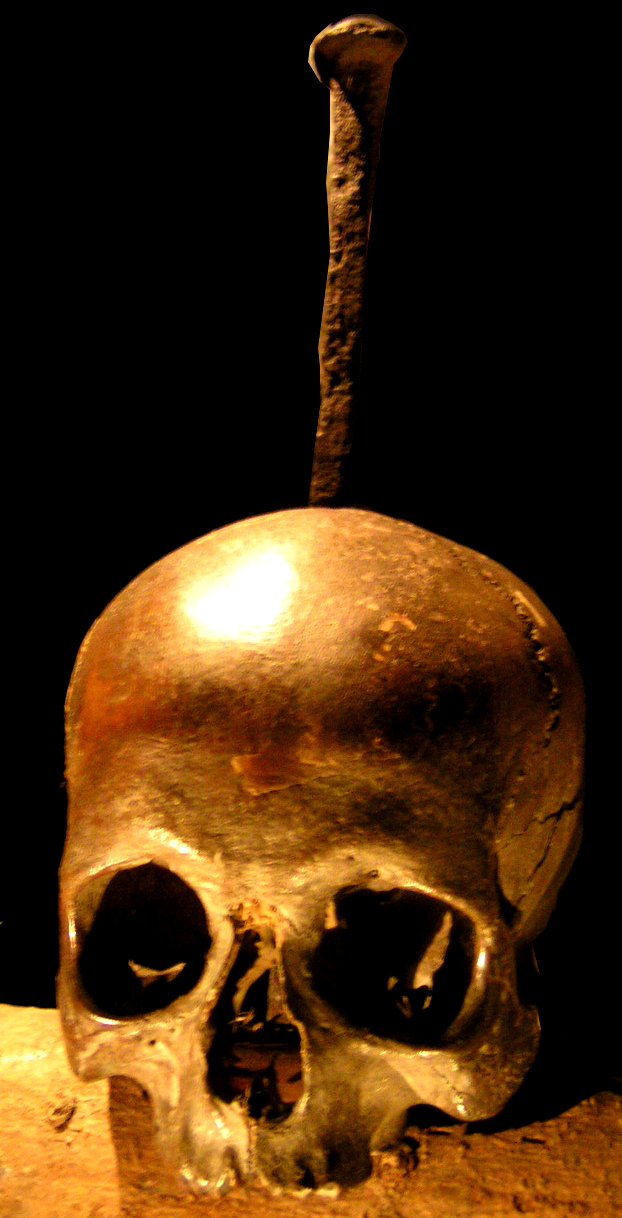
Schädel eines auf dem Grasbrook Hingerichteten, wahrscheinlich ein Vitalienbruder, um 1400, Museum für Hamburgische Geschichte

Vitalienbrüder (auch Vitalier, Viktualienbrüder oder Likedeeler; lateinisch fratres Vitalienses) nannte sich eine Gruppe von Seefahrern, die im 14. Jahrhundert den Handelsverkehr in der Nord- und Ostsee beeinflussten. Sie wollten von 1389 bis 1394 zunächst als Blockadebrecher die Lebensmittelversorgung Stockholms bei der Belagerung durch dänische Truppen sicherstellen. Anschließend betätigten sie sich als mittels Kaperbrief legitimierte Freibeuter, u. a. im Auftrag von Königreichen und Hansestädten. Ihre Gegner bewerteten das Treiben der Vitalienbrüder häufig als von keinem Recht gedeckte Seeräuberei bzw. Piraterie.
Die bekanntesten Anführer der ersten Generation waren Arnd Stuke, Henning Mandüvel und Nikolaus Milies, später werden Klaus Störtebeker, Gödeke Michels, Hennig Wichmann, Klaus Scheld und Magister Wigbold genannt.

## Name
Die Herkunft der Bezeichnung „Vitalienbrüder“ ist nicht endgültig geklärt. Er stammt jedoch vermutlich aus dem Mittelfranzösischen, in dem zu Beginn des Hundertjährigen Krieges jene Truppen, die das Heer versorgten, vitailleurs genannt wurden (siehe Viktualien = Lebensmittel). Der Historiker Hans Chr. Cordsen weist auf die Möglichkeit hin, dass das von verschiedenen europäischen Sprachen aus dem nicht-klassischen Latein als Fremdwort übernommene vitailleurs durch die rabiate Aneignung von Lebensmitteln durch Verproviantierer weithin mit Plünderer gleichgesetzt worden sein könnte.
Lange Zeit wurde der Name unmittelbar mit der Versorgung Stockholms durch Blockadebrecher während der Belagerung von 1389 bis 1392 in Verbindung gebracht. Wahrscheinlich ist diese Verknüpfung jedoch unrichtig, da die Bezeichnung in Kämmereirechnungen der Stadt Hamburg schon vor der Belagerung der schwedischen Stadt auftaucht. Ferner sollen bereits 1347 zur Versorgung von Calais Piratenschiffe als Blockadebrecher eingesetzt worden sein, die in einem Schreiben des Kapitäns von Calais an den König von Frankreich als vitaillers bezeichnet wurden. Die Bezeichnung wurde also bereits vor der Versorgung Stockholms gebraucht.
Mit dem Wort Brüder als Namensbestandteil wird vermutlich auf die Selbstbestimmung der Seefahrer angespielt, die (im Unterschied zu Söldnern) nicht Lohn und Verpflegung von ihrem Auftraggeber erhielten, sondern auf eigene Rechnung und Gefahr fuhren.
Unklar ist außerdem, ob es sich um eine Eigen- oder eine Fremdbezeichnung handelt. 1392 werden in einem Briefwechsel des livländischen Ordensmeisters mehrere Hauptleute (capitanei) der fratres victualium namentlich benannt. 1396 ist die Bezeichnung im Dänischen belegt (fitalgaebrøthernae).
Ab 1398 ist auch die Bezeichnung „Likedeeler“ (oder „Liekedeeler“; niederdeutsch für „Gleichteiler“, was sich auf die Aufteilung der erbeuteten Prisen bezieht) überliefert. Hier wird der Fokus auf die soziale Organisation der Bruderschaft gerichtet, die sich erheblich von der streng hierarchisch strukturierten mittelalterlichen Gesellschaft mit ihrem ständischen Lehnswesen unterschied und neben der Autorität der Hauptleute auch Mannschaftsräte ins Leben rief. Somit war dem gemeinen Seemann ein gewisses Maß an Mitspracherecht gewährleistet, das der feudalen Gesellschaft fehlte. Zudem impliziert der Name Likedeeler Loyalität und gegenseitige Unterstützung, was sich positiv auf den inneren Zusammenhalt des Seeräuberbundes ausgewirkt haben dürfte. In einem ähnlichen Sinne dürfte die selbst gewählte Losung „Gottes Freunde und aller Welt Feinde“ zu verstehen sein.

## Herkunft und Organisation
Die Vitalienbrüder, die besonders in der Frühphase ihrer Entstehung von unterschiedlichen Territorialmächten angeheuert wurden, erhielten im Gegensatz zu Söldnern weder Lohn noch Verpflegung. Sie waren auf Selbstversorgung angewiesen und fuhren auf eigene Rechnung anstelle eines geregelten Soldes.
Zunächst rekrutierte sich ihre Führungsschicht aus verarmten mecklenburgischen Adelsgeschlechtern. Eine seit dem Beginn des 14. Jahrhunderts andauernde Agrarkrise ließ viele von Armut bedrohte Männer aus dem niederen Adel ihr Glück jenseits der Legalität suchen, zu Lande wie auf See. So sollte mit gezielten Raubzügen die einsetzende Verarmung kompensiert werden. Jedoch auch zum Ende ihrer Zeit waren Angehörige des Adels keine Seltenheit. Genannt werden für das Jahr 1427 beispielsweise zwei Söhne des Vogts von Arensburg, Wilhelm Varensbeke.
Als Hauptleute der „ersten Generation“ der Vitalienbrüder sind Arnd Stuke, Henning Mandüvel und Nikolaus Milies überliefert, erst später werden Namen wie Gödeke Michels, Klaus Störtebeker, Hennig Wichmann, Klaus Scheld oder Magister Wigbold genannt. Diese „zweite Generation“ rekrutierte sich vermutlich nicht mehr aus den mecklenburgischen Adelsgeschlechtern, sondern erlangte ihre Führungsposition durch Geschick und Wagemut.
Über die Mannschaften selbst ist wesentlich weniger bekannt, es lohnt sich aber zu betrachten, dass das 14. Jahrhundert eine Zeit des massiven Umbruchs war. Es begann die sogenannte Kleine Eiszeit, die massive Missernten zur Folge hatte, und zwischen 1347 und 1353 starb nach Schätzungen von Historikern circa ein Drittel der europäischen Gesamtbevölkerung an der Pest. Nur ein Jahrzehnt später spülte die Zweite Marcellusflut, auch „Grote Mandränke“ genannt, allein an der deutschen Nordseeküste mehr als dreißig Kirchengemeinden ins Meer und kostete schätzungsweise 100.000 Menschen das Leben. In Folge dieser Katastrophen, die alles bisher Dagewesene in den Schatten stellten, brachen Hungersnöte aus. Ein ganzes Weltbild geriet ins Wanken. Erstmals in der europäischen Geschichte erlaubten es sich die unteren Bevölkerungsschichten in größerem Maße, die herrschenden, angeblich gottgegebenen Machtverhältnisse anzuzweifeln und ihr Schicksal selbst in die Hand zu nehmen. Aufstände, zum Beispiel 1374 in Braunschweig (Große Schicht) oder zehn Jahre später in Lübeck (Knochenhaueraufstand), transportierten ein Gedankengut, das mit den angeblichen Werten der Piraten von Freiheit, Gleichheit und Gerechtigkeit gut zusammenpasste. Zeitgenössische Quellen über die Männer selbst stehen kaum zur Verfügung. Die Chroniken, die sich 150 Jahre später mit den Vitalienbrüdern beschäftigen, enthalten schon erste Elemente der Glorifizierung, an deren Ende die Legendenbildung der „Störtebeker-Sage“ steht. Auch einzeln operierende Seeräuber dürften zu den Vitaliensern gezählt worden sein. Mit der Ausstellung von Kaperbriefen und damit der Legitimation ihres Handwerks erschien die Beteiligung im dänisch-mecklenburgischen Konflikt ertragreich.
Vermutlich organisierten sich die Kaperfahrer der Nord- und Ostsee ab 1390 in einer Art Bruderschaft; anders ist das plötzliche Aufkommen der Bezeichnung fratres Vitalienses, Vitalienbrüder, ab eben jenem Jahre nicht zu erklären. Gründungen von Bruderschaften stiegen ab dem Ende des 14. Jahrhunderts rapide an; so wurde beispielsweise in Hamburg im Jahre 1350 die Bruderschaft der Englandfahrer gegründet. Bruderschaften wie diese mögen den Kaperfahrern bei der Bildung ihrer „Dachorganisation“ als Vorbild gedient haben. Dabei hat es eine geschlossene Bruderschaft im Sinne einer straffen Organisation nie gegeben: Zeitweise fochten Vitalienbrüder als Verbündete unterschiedlicher Parteien gegeneinander.
Der rechtliche Status dieser Bruderschaft ist nicht immer einfach zu bestimmen, die Grenzen zwischen Piraterie, Seeraub oder Kaperfahrt verwischen: Wiederholt wurden Vitalienbrüder mit Kaperbriefen unterschiedlicher Herrscher ausgestattet und unterschieden sich somit objektiv vom gemeinen Seeräuber. Die Hanse aber beispielsweise akzeptierte diese Legitimation durch Kaperbriefe nicht, für sie handelte es sich unterschiedslos um Piraten. Die Zugehörigkeit zu den fratres Vitalienses genügte zumeist, um ein Todesurteil auszusprechen.
Dennoch entwickelte sich die Bruderschaft schnell. Im Jahre 1392 schätzten die Generalprokuratoren des Deutschen Ordens die Gesamtzahl der Vitalienbrüder auf rund 1500. Auf dem Höhepunkt ihrer Macht, zur Zeit der Herrschaft über Gotland, kann die Größe der Bruderschaft auf etwa 2000 Mann geschätzt werden.
Trotz ihrer Größe und Bedeutung für Politik und Handel verfolgten die Vitalienbrüder nie territorialpolitische Interessen im engeren Sinne, im Gegenteil: Sie waren immer auf die Anbindung an eine Territorialmacht angewiesen.
An einer Neubewertung der Geschichte der „Vitalienbrüder“ arbeitet seit 2018 der Frankfurter Historiker Gregor Rohmann, der schon früher mit Kritik an der Darstellung der Person des Klaus Störtebeker in der bisherigen Forschung hervorgetreten war. Es sei fraglich, ob die Bezeichnung Vitalienbrüder überhaupt eine Gruppenbildung maritimer Kämpfer bezeichne oder nicht vielmehr vor allem eine Tätigkeit, die geschäftsmäßige Erledigung von militärischen und gewalttätigen Aufträgen auf See. Ebenso vermutet Rohmann, dass der Begriff vor allem von den Diplomaten der Hansestädte und der benachbarten Fürsten als Feindbild verwendet wurde.

## Geschichte

### Vitalienbrüder in der Ostsee

#### Thronwirren in Skandinavien
Den Ausgangspunkt der Entwicklung der Vitalienbrüder bildete der Konflikt zwischen Dänemark und Mecklenburg in der zweiten Hälfte des 14. Jahrhunderts.
Waldemar IV. „Atterdag“, König von Dänemark, eroberte zu Beginn des Ersten Waldemarkriegs (1361–1365), zwischen 1361 und 1362, Schonen, Öland, Bornholm und schließlich Gotland. Nach dem für Waldemar günstigen Ersten Frieden von Vordingborg kam es 1367 auf dem Hansetag zur Gründung der Kölner Konföderation. Ziel war es, Dänemark und das alliierte Norwegen zu bekämpfen und so die eigenen Handelsprivilegien zu schützen.
Tatsächlich gelang während des Zweiten Waldemarkriegs (1368–1370) ein Sieg über den Dänenkönig: Am 24. Mai 1370 kam es zum Frieden von Stralsund. Dieser bestätigte die Handelsprivilegien der Hanse und sprach ihr für 15 Jahre die Kontrolle über die vier dänischen Schlösser im Sund, Skanör, Falsterbo, Helsingborg und Malmö zu. Das Gewinnen dieser Kraftprobe war ein triumphaler Erfolg der Hanse.
Waldemar IV. starb am 24. Oktober 1375. Seine Tochter Margarete (Ehefrau des norwegischen Königs Håkon VI.) setzte nun ihren Sohn Olaf IV. in der Thronfolge gegen den eigentlich erbberechtigten Albrecht IV., Sohn ihrer älteren Schwester Ingeborg, der Ehefrau des Mecklenburger Herzogs Heinrich III., durch. Ein Jahr darauf wurde Olaf am 3. Mai 1376 gegen den Willen der Mecklenburger und Kaiser Karls IV. zum König gekrönt. Die Hanse, der nach den Friedensverhandlungen ein Mitspracherecht bei der Besetzung des dänischen Throns zugesprochen worden war, nahm die Entscheidung mit Wohlwollen auf und bestätigte ihn im Amt.

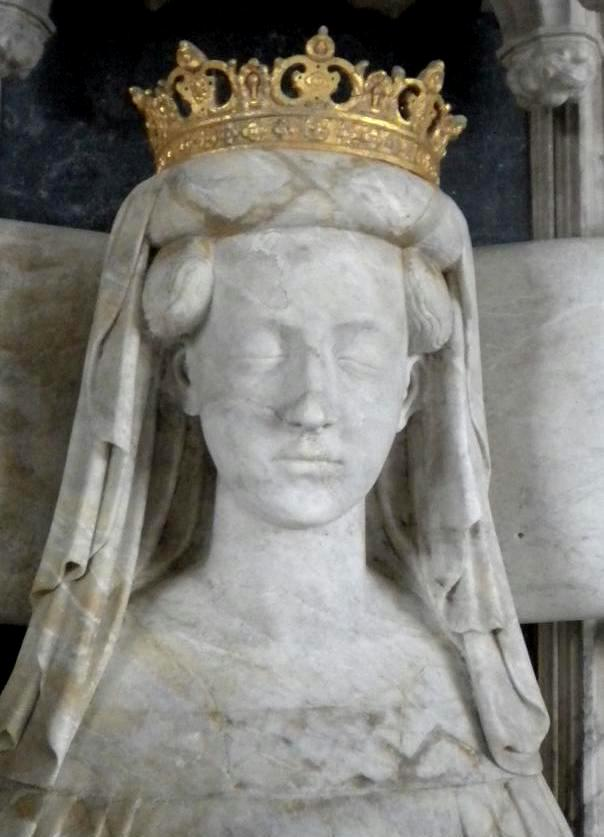
Margarete I. von Dänemark von Johannes Junge 1425

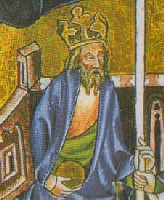
Albrecht III. (Mecklenburg)

Mecklenburg verfolgte nun eine „Politik der Nadelstiche“ und startete einen Kaperkrieg gegen Dänemark, in dem Albrecht II. erstmals Seeräuberschiffe mit Kaperbriefen ausstattete. Vermutlich übernahmen mecklenburgische Adlige die Führung über diese Schiffe. In den Folgejahren machten beide Seiten von Seeräubern Gebrauch, insbesondere um Kauffahrer zu stören.
Von Zeit zu Zeit unterhielten einzelne Städte oder Städtegruppen der Hanse sogenannte Friedeschiffe, um so zur Wahrung ihrer Interessen die Seewege vor Überfällen zu schützen. Es kam jetzt zu ersten Unstimmigkeiten mit den Hansestädten Rostock und Wismar, die das Verbot der Hanse, geraubte Waren zu kaufen oder zu verkaufen, umgingen, damit allerdings im Interesse ihres Landesherrn Albrecht II. handelten. Die Kauffahrer selbst schützten sich in Konvois: „Der Seeräubergefahr gegenüber schlossen sich die Seefahrer einer Stadt oder ganzer Städtegruppen zu Flotten zusammen.“
Nachdem Albrecht II. am 18. Februar 1379 verstorben war, schloss sein Sohn Albrecht III., König von Schweden, im August des Jahres einen Friedensvertrag mit Dänemark, da auch sein Bruder Heinrich III. als neuer Herzog von Mecklenburg Waffenstillstandsverhandlungen mit Dänemark begonnen hatte und so ein Kampf gegen die Dänen wenig aussichtsreich erschien. Albrecht IV., Heinrichs Sohn, verzichtete auf Anraten seines Vaters zudem auf die dänische Krone.
Als Håkon VI. 1380 verstarb, geriet Margarete über die nun neu zu bestätigenden Handelsprivilegien in Konflikt mit der Hanse. Auch sie bediente sich der Seeräuber, um den Schiffshandel zu stören. Ziel war allerdings nicht mehr Mecklenburg, sondern der gemeine Hansekaufmann. 1381 schwenkte die Regentin dann auf einen hansefreundlicheren Kurs um und vermittelte sogar bei einem befristeten Friedensschluss zwischen dem Städtebund und den Seeräubern: Margarete erschien geradezu als die vermittelnde Macht zwischen ihren räuberischen Adligen und der Hanse.
Mit bloßen Verträgen konnte die Hanse ihres Problems aber nicht nachhaltig Herr werden, und so rüstete sie wiederholt Friedeschiffe. Auch Margarete unterstützte die Hanse nun aktiv im Kampf gegen die Seeräuber, denn sie musste sich eine möglichst günstige Position für die Verhandlungen hinsichtlich der vier Sundschlösser verschaffen, deren Rückgabe in dänische Hand nach den Vereinbarungen des Stralsunder Friedens in eben jenem Jahr zu leisten war. Die Übergabe gelang: Die Zurücknahme der Schlösser wurde am 11. Mai 1385 beurkundet, und sie bestätigte im Gegenzug die Handelsprivilegien der Hanse in Dänemark:

„Vortmer tho wat tiden se des van uns begerende sin, dat wy en vornyen de confirmacien, de wy en gegeven hebben up ere privilegien und vriheit in unsem ryke tho Denemarken, der vorniginge schulle wy en nicht wegeren. Ok schal desse bref nicht hinderlik wesen al eren anderen breven eder vriheiden, de se edder erer jenich hebben van uns und unseren vorolderen in dem rike tho Denemarken, men der schulle se bruken und de schullen by erer vullen macht bliven.“

Die Hanse versuchte sogar, der Ausrüstung und des Streitens über die Finanzierung der Friedeschiffe überdrüssig, einen Privatmann mit der Bekämpfung der Seeräuber zu beauftragen. Unter der Führung des Stralsunder Bürgermeisters Wulf Wulflam, der bislang mit der Verwaltung der vier Sundschlösser beauftragt gewesen war, startete eine bewaffnete Expedition gegen die Seeräuber:

„Für alle ihm für die Schiffe und die Leute entstehenden Kosten soll[te] er selbst aufkommen. Und hierfür [gaben] ihm die Städte 5000 Mark Sundisch. […] Wulflam konnte das, was er den Seeräubern abnahm, behalten, es sei denn, die Seeräuber hätten das von einem Kaufmann geraubt.“

In der Folgezeit begannen sich sowohl Dänemark als auch Mecklenburg von den Vitalienbrüdern zu distanzieren. Vom 28. September 1386 an schloss die Hanse gar einen offiziellen Friedensvertrag mit Abgesandten der Kaperer; er sollte bis 1390 halten.
Am 3. August 1387 starb Olaf IV.; Margarete wurde nun auch offiziell Herrscherin über Dänemark. Sie trat sogleich in Verhandlungen mit dem schwedischen Adel, der ihr im Jahre 1388 offen huldigte, sie also als Herrscherin des Reiches anerkannte und ihr Treue schwor.
Albrecht III., der legitime König, begab sich derweil nach Mecklenburg, um Bundesgenossen und Finanzen auszuheben. Im Dezember kehrte er mit einem Heer nach Schweden zurück, wo er allerdings am 24. Februar des Folgejahres 1389 bei Falköping eine vernichtende Niederlage erlitt und mit seinem Sohn Erich in Gefangenschaft geriet. Binnen kurzer Zeit brachte Margarete, die seit dem Tode ihres Mannes Håkon im Februar auch Regentin Norwegens auf Lebenszeit war, ganz Schweden unter ihre Kontrolle – mit Ausnahme Stockholms, das Albrecht weiterhin die Treue schwor und auch dem Versuch einer militärischen Eroberung standhielt. Die Stadt wurde infolgedessen belagert und in den Jahren 1389 bis 1392 von den Vitalienbrüdern von See aus versorgt.

#### Kaperfahrer in der Ostsee

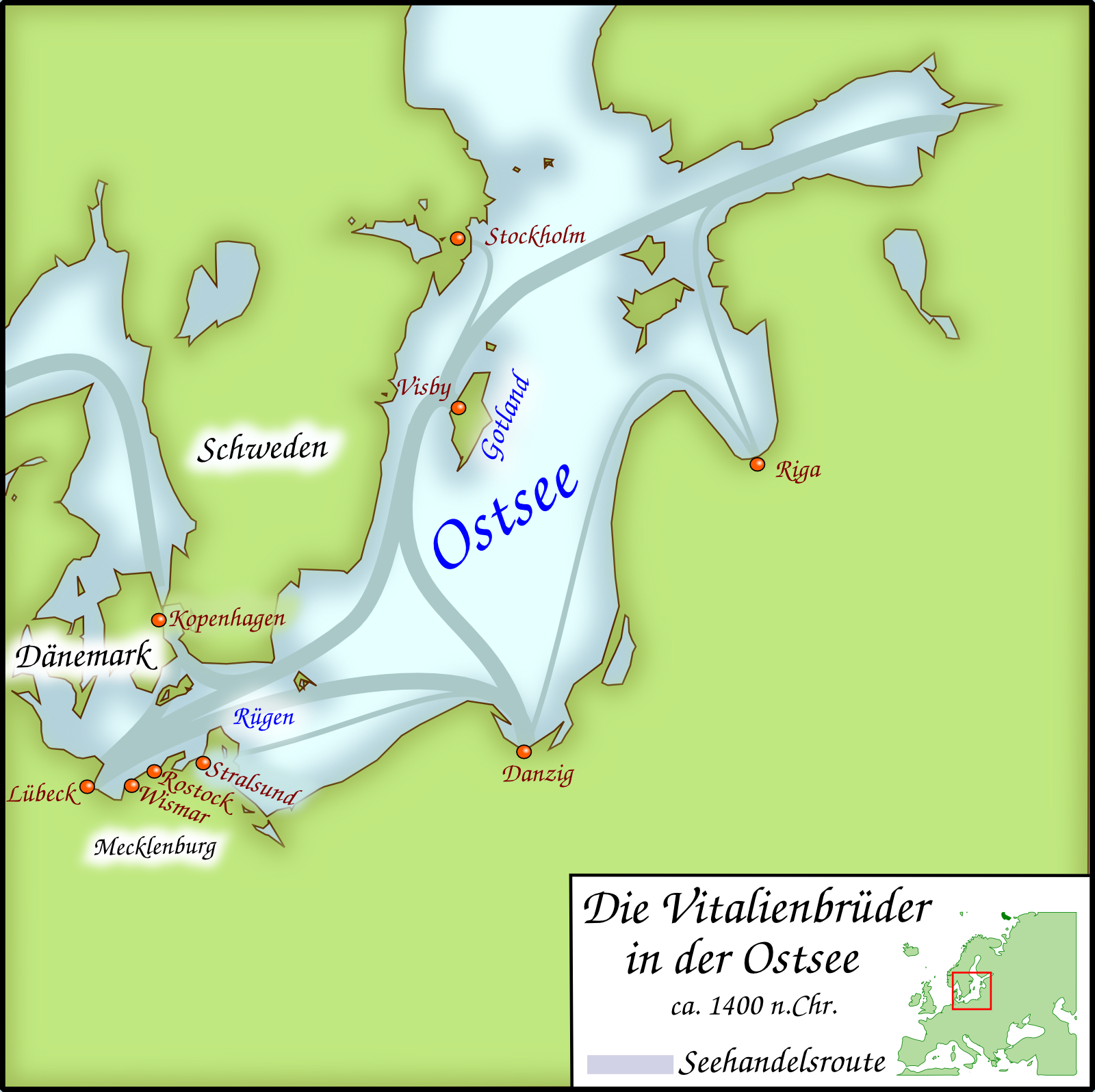
Die Ostsee zur Zeit der Vitalienbrüder

Ab 1390 fuhren die Mecklenburger eine doppelte Kriegstaktik: einerseits direkte Angriffe (dazu wurde eine Kriegssteuer erhoben; der von Herzog Johann von Stargard, einem Onkel Albrechts III., geleitete Kriegszug endete jedoch erfolglos), andererseits ein Kaperkrieg gegen dänische Schiffe, was zu einem rasanten Wiederaufleben der Seeräuberei in der Ostsee führte. Es wurden Kaperbriefe ausgestellt an

„[…] Scharen adliger Räuber, denen der Landraub gefährlicher und weniger gewinnbringend schien. Die Scharen Verfesteter, flüchtiger Schuldner und Übeltäter aus Stadt und Land, dazu arme Teufel, fahrendes Volk und wandernde Gesellen strömten zusammen. Mecklenburgische Adlige und Städtebürger wurden Führer, die Häfen des Landes stellten die Schiffe, Kaperbriefe gegen die drei Reiche des Nordens wurden ausgegeben […].“

Im Jahre 1391 öffneten sich die Häfen von Rostock und Wismar für alle, die das Reich Dänemark schädigen wollten. Zudem erlaubten Rostock und Wismar den Vitaliensern, die auf dem Wege der Kaperei künftig erworbenen Güter auf den Märkten dieser Städte zum Verkauf anzubieten.
Die Hanse war in dieser Auseinandersetzung zunächst um Neutralität bemüht, um die Handelsbeziehungen während und vor allem nach Ende des Konfliktes nicht zu gefährden: Angriffe gegen die Vitalienbrüder, die mit Kaperbriefen ausgestattet die Mecklenburger tatkräftig unterstützten, wären als Parteinahme für Dänemark gewertet worden und hätten die Ausweitung des Kaperkriegs auf hansische Schiffe nach sich gezogen.
Ab 1392 spitzte sich die Situation in der Ostsee zu. Die Vitalienbrüder gefährdeten den gesamten Ostseehandel. Kauffahrer organisierten sich wieder in Konvois. Bis einschließlich 1394 kam die Handelsschifffahrt auf der Ostsee fast vollständig zum Erliegen:

„Anno 1393 [beherrschten] […] die tapferen Vitalienbrüder die See […], weshalb zu Lübeck die gesamte Schiffahrt ruhte […],“

was insbesondere für die wendische Stadt hohe Gewinnausfälle bedeutete. Es mangelte an wichtigen Waren (Salz, Hering, Korn etc.). Auch Margarete war vom ruhenden Schiffsverkehr betroffen, fehlten ihr so doch Zolleinnahmen, die gerade am Ende des 14. Jahrhunderts von beträchtlicher Höhe waren. Die Hanse forderte sie auf, in Verhandlungen mit Mecklenburg zu treten.

#### Überfall auf Bergen
Am 22. April des Jahres 1393 überfielen die Vitalienbrüder die Stadt Bergen – Norwegen war seit 1380 in Personalunion mit Dänemark verbunden:

„Im dem selben Jahr, […], da fuhren die Rostocker und die Wismarer Vitalienbrüder nach Norwegen und schunden den Kaufmann zu Bergen; sie nahmen viele Kleinode in Gold und Silber und kostbare Kleider, Hausrat und auch Fische. Mit dem großen Schatz fuhren sie dann, ohne zurückgehalten zu werden, nach Rostock und verkauften ihn unter den Bürgern; das war denen willkommen; den anderen Teil des Raubs fuhren sie nach Wismar und verkauften ihn dort: die Bürger beider Städte machten sich wenig Gedanken, ob die Ware rechtlich oder widerrechtlich in Besitz genommen worden war.“

Hierbei zeichnet sich insbesondere der Interessenkonflikt ab, in dem die Städte Rostock und Wismar standen: Stellten sie sich mit der Hanse gegen die Vitalienbrüder und schlössen ihre Häfen, wendeten sie sich gleichsam gegen ihren Landesherrn, Albrecht von Mecklenburg. Dieser hatte auch primär den Angriff auf die norwegische Stadt zu verantworten, denn bei sämtlichen Anführern der Operation handelte es sich um mecklenburgische Fürsten:

„Die Deutschen hatten 900 Schützen; der Anführer hieß Enis, ein Deutscher, Verwandter Albrechts; ein anderer hieß ‚Maekingborg‘, ebenfalls ein Verwandter Albrechts.“

Sehr wahrscheinlich handelte es sich bei jenem „Maekingborg“ um den Herzog von Stargard, Johann II., und bei „Enis“ um Johann IV. von Schwerin. Bei dem Überfall auf Bergen waren also höchste mecklenburgische Adlige als Rädelsführer beteiligt.

#### Friede von Skanör und Falsterbo
Am 29. September 1393 begannen die Friedensverhandlungen in Skanör und Falsterbo, das Treffen brachte jedoch kein Ergebnis, und der Status Albrechts III. sowie Stockholms blieb unklar. Im darauf folgenden Winter versorgten die Vitalienbrüder im Auftrag der Mecklenburger das belagerte und durch Hunger von der Aufgabe bedrohte Stockholm wiederholt mit Lebensmitteln, acht große Schiffe wurden dabei eingesetzt: „Die Hoffnung, Stockholm zu erobern, mußte Margrethe nun aufgeben.“ Es herrschte trotz der Annäherung zwischen Dänemark und Mecklenburg weiterhin Krieg.
Von Stockholm aus eroberte der Hauptmann Albrecht von Pecatel im Jahr 1394 für Mecklenburg mit Hilfe der Vitalienbrüder Gotland. Die Insel diente den Likedeelern in den nächsten Jahren als Operationsbasis. Im selben Jahr wurden Klaus Störtebeker und Gödeke Michels zum ersten Mal in einer englischen Klageakte als Hauptleute der Vitalienbrüder benannt.
Mit dem Aufkommen Michels und Störtebekers begann eine neue Entwicklung in der Organisation der Vitalienbrüder: Zum einen schienen sich ihre Hauptleute nicht mehr primär aus mecklenburgischen Adelsgeschlechtern zu rekrutieren, zum anderen begannen die Seeräuber, autonom zu agieren. Sie nutzten zwar immer noch die Häfen der mecklenburgischen Städte, bildeten jedoch mehr und mehr eine unter eigener Regie handelnde Gemeinschaft.
Nach dem Friedensschluss von Skanör und Falsterbo am 20. Mai 1395, in dem Hanse, Deutscher Orden, Dänemark und Mecklenburg die Einstellung der Feindseligkeiten besiegelten, wurde den Städten Rostock und Wismar die Aufnahme von Vitalienbrüdern untersagt. Dies spaltete die Gruppe in viele Klein- und Kleinstgruppen, da sie nun weder über eigenes Land noch über die Unterstützung einer Territorialmacht verfügten. Die einzelnen Gruppen operierten in der Folgezeit vereinzelt sowohl in Nord- und Ostsee als auch vor Russland. Es kam hierbei zu ersten Kontakten mit den Ostfriesenhäuptlingen an der Nordsee, denn einige Vitalienbrüder zogen es vor, andere Schauplätze der Tätigkeit zu suchen, räumten die Ostsee und nisteten sich in den friesischen Küstenlandschaften ein, wo sie in den inneren Fehden, die nur selten ruhten, und in dem holländisch-friesischen Krieg, der eben begann, allen Parteien als Helfer sehr willkommen waren.

#### Herrschaft über die Ostsee und Vertreibung

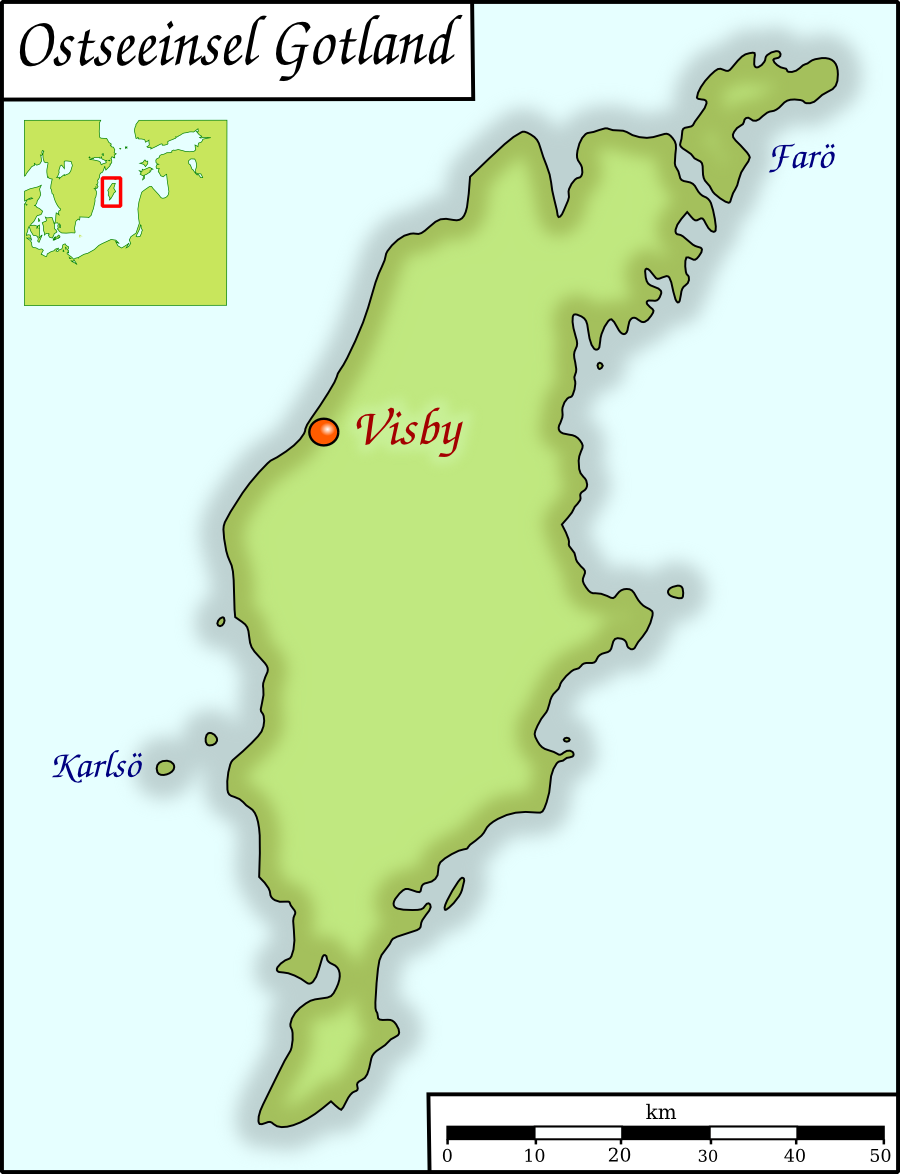
Die Insel Gotland mit der Stadt Visby

Auch nach dem Friedensschluss schwelte der Konflikt zwischen Dänemark und Mecklenburg weiter, da sich die mecklenburgische Seite mit dem Verlust der Herrschaft über Schweden nur schwer abfinden konnte. Gotland wurde nicht komplett an Margarete zurückgegeben, hier standen sich im Jahre 1395 Albrecht von Pecatel, der für die Mecklenburger die Stadt Visby hielt, und der dänische Hauptmann Sven Sture, der die übrige Insel kontrollierte, gegenüber.
Jene Gruppen der Vitalienbrüder, die Gotland nun mehr und mehr als Operationsbasis nutzten, wurden von beiden Hauptleuten angeheuert und nahmen es infolgedessen in Kauf, auch untereinander in Gefechte verwickelt zu werden.
Im Sommer 1396 landete Erich, Herzog von Mecklenburg, der Sohn König Albrechts III., mit Truppen auf Gotland und besiegte im Frühjahr 1397 Sven Sture, der infolgedessen Erich einen Lehnseid leisten musste. Im gleichen Jahr wurde mit der Kalmarer Union die Vereinigung der Reiche Dänemark, Norwegen und Schweden unter der Regentschaft von Königin Margarete besiegelt. Diese hatte damit ihr ehrgeiziges Ziel – die Vereinigung ganz Skandinaviens unter dänischem Zepter – erreicht. Die mecklenburgischen Hoffnungen auf ein Wiedererlangen der schwedischen Krone waren damit endgültig zerschlagen.
Als am 26. Juli 1397 Herzog Erich auf Gotland verstarb, überließ er den Bewohnern der Insel seine Befestigungen. Gotland wurde zur Kolonie von Seeräubern. Die Witwe Erichs, Margarete von Pommern-Wolgast, übergab Sven Sture den Oberbefehl über die Insel.

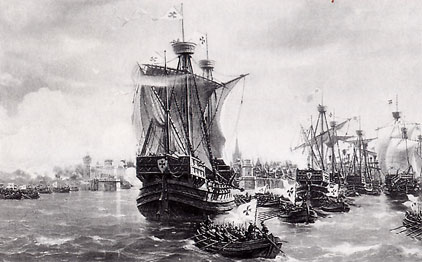
Historistische Darstellung der Kriegsflotte des Deutschen Ordens

Die Situation geriet nun für Mecklenburg endgültig außer Kontrolle. Die Seeräuber unter Stures Führung bemächtigten sich vollends der Insel und starteten einen Kaperkrieg gegen jeden Kauffahrer, der die Ostsee bereiste. So schilderte Konrad von Jungingen, dass jedem Kaperfahrer für die Hälfte seiner Beute, die an die Herzogin und Sven Sture zu entrichten war, freier Aufenthalt auf dem Land und auf den Schlössern von Gotland, Landeskrone und Sleyt, gewährt würde. Es kam zu „chaotischen Zuständen“ und „einer Welle unkontrollierbarer, totaler Seeräuberei.“

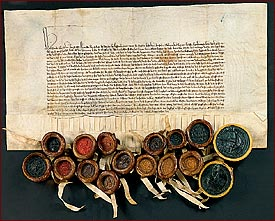
Übergabevertrag, Geheimes Staatsarchiv Preußischer Kulturbesitz, Berlin

Gegen Ende des Jahres wollte Margarete von Dänemark mit Margarete von Pommern-Wolgast in Verhandlungen treten, denn die Situation auf der Ostsee gestaltete sich zunehmend heikel. Nun geriet der Deutsche Orden in Zugzwang, denn auch für seinen livländischen Besitz und die preußischen Städte stellten die Vitalienbrüder eine Bedrohung dar. Zusätzlich drohte in den Augen der Ordensführung die Macht Margaretes überhandzunehmen, vor allem und besonders nach der Gründung der Kalmarer Union. So entschloss sich der Hochmeister Konrad von Jungingen zu einer militärischen Intervention: Am 21. März 1398 erreichte eine Ordensflotte mit 84 Schiffen, 4000 Bewaffneten und 400 Pferden Gotland. Es kam zu Verhandlungen zwischen Johann von Pfirt (als Oberbefehlshaber des Unternehmens), Herzog Johann von Mecklenburg und Sven Sture. Die Übergabe der Insel an den Orden durch Johann von Mecklenburg wurde am 5. April besiegelt:

„Wir, Johan, von Gotes Gnaden herczog czu Mekelborg, greve czu Swerin, Rostogk unde czu Stargarde der lande herre, mit unsern rechten erben bekennen unde beczugen in desem keginwertigen brieve […]das unser stat Wisbue, hafen, unde lant czu Gotlant sal offen Stein unde ein offen slos sein deme homeistere des Dutschens ordens, deme gann orden unde den seinen czu alle irem orloge czu ewier czit […].“

Drei Raubschlösser wurden geschleift, um die Infrastruktur für zukünftige Operationen von Seeräubern zu untergraben. Mecklenburg hatte Gotland an den Orden verloren, die Vitalienbrüder, welche die Ostsee von 1395 bis 1398 beherrschten, wurden in der Folgezeit vertrieben: „Die lübischen und preußischen Flotten machten energisch Jagd auf die Seeräuber, so daß die Ostsee im Jahre 1400 gänzlich gesäubert war.“

### Vitalienbrüder in der Nordsee

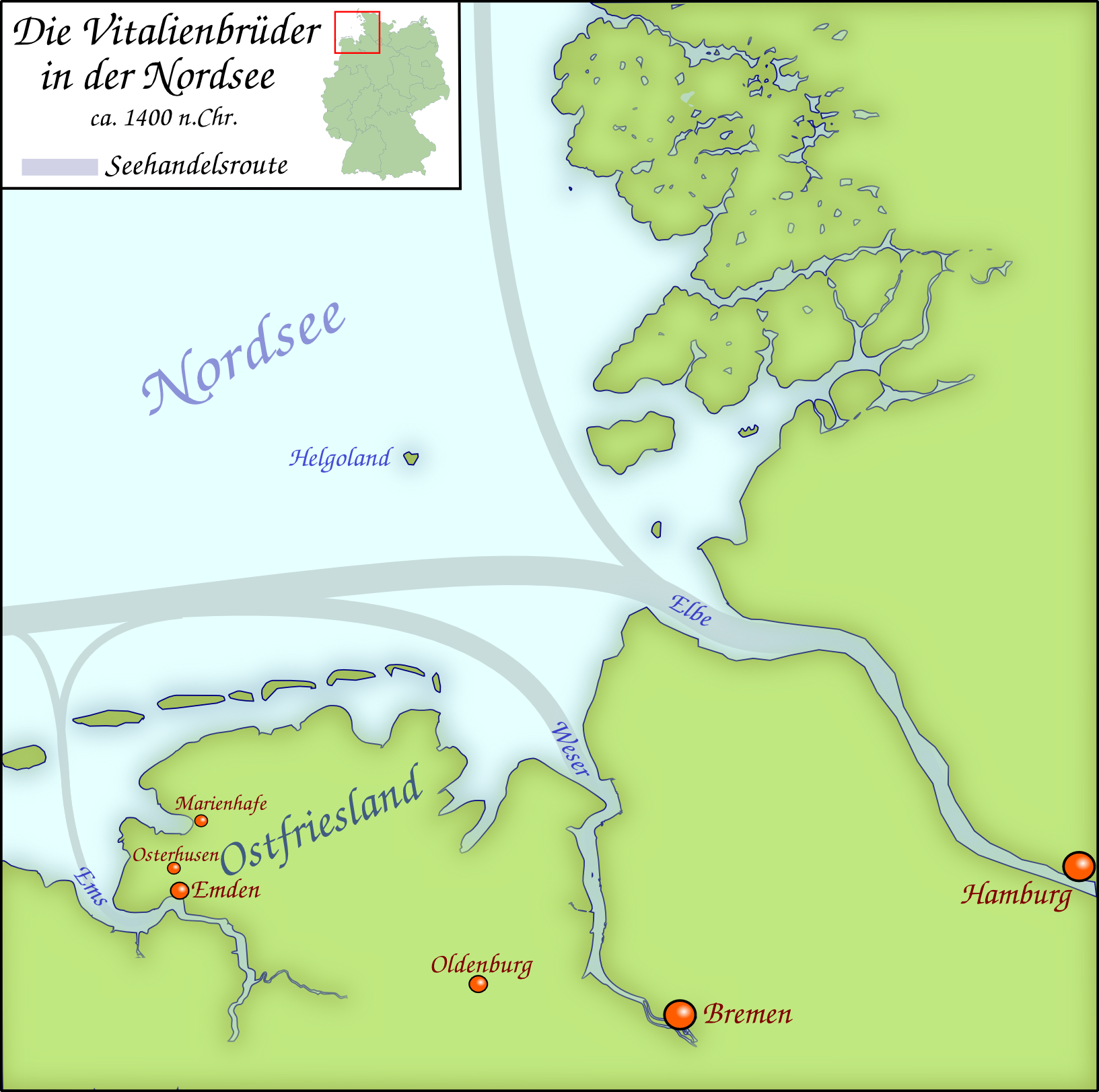
Die Nordsee zur Zeit der Vitalienbrüder

Ostfriesland, das sich westlich von der Ems bis zur Weser im Osten erstreckt und im Norden an die Nordsee grenzt, bot in mehrfacher Hinsicht ein ideales Refugium für die aus der Ostsee flüchtenden Vitalienbrüder: Zum einen waren hier zahlreiche Verstecke zu finden, begünstigt durch die verwirrende Topographie der Landschaft, die weiträumig von Flüssen, Deichen und Moorlandschaften durchzogen war: „Meeresarme durchziehen das Land, kleine Inseln und Buchten kennzeichnen die Küstenlinie.“ Die Gezeiten, die Priele, die Tiefs, die komplizierten Strömungsverhältnisse, die möglichen Landeplätze und Schlupfwinkel machen deutlich, dass sich gerade dieser Küstenstrich für kenntnisreiche Seeräuber als Rückzugsgebiet anbot. Zum anderen sorgte die politische Verfasstheit Ostfrieslands für beste Bedingungen für die Likedeeler, die ihrer Operationsbasis beraubt worden waren.

#### Ostfriesenhäuptlinge

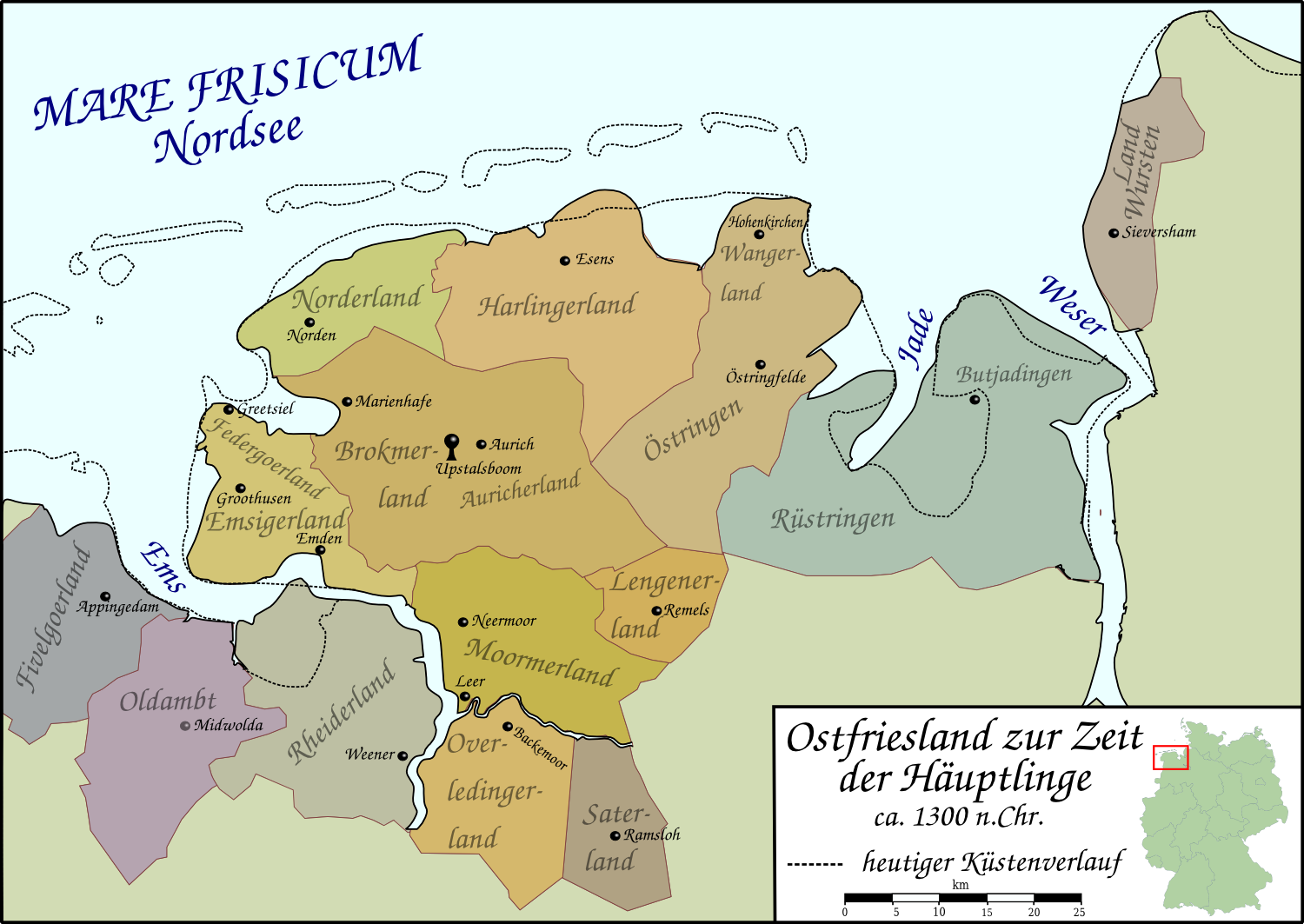
Ostfriesland zur Zeit der Häuptlinge

Ostfriesland unterstand keiner singulären Herrschaft, vielmehr war es in Gemeinden und Territorien unterschiedlicher Größe zersplittert, über die sogenannte „hovetlinge“, also Häuptlinge, herrschten. Diese standen in immer wechselnden Koalitionen in Fehden untereinander, Illoyalitäten, rasche Parteiwechsel einzelner Häuptlinge traten immer wieder zutage.
Da den Ostfriesen Lehnsherrschaft ebenso unbekannt war wie Steuern, mussten die Anführer anderweitig die Finanzierung ihrer Streitigkeiten organisieren: Die Häuptlinge bestritten eben einen großen Teil ihres Lebensunterhalts durch den Seeraub und gewannen auf diese Weise die nötigen Mittel, um Krieg zu führen.
Bereits im 12. und 13. Jahrhundert hatten sich die „freien Friesen“, so die Selbstbezeichnung, in genossenschaftsähnlichen Landesgemeinden organisiert, in denen prinzipiell jedes Mitglied gleichberechtigt war. Diese grundsätzliche Gleichberechtigung galt für alle Eigentümer von Hofstellen und zugehörigem Land in ihren jeweiligen Dörfern und Kirchspielen. Die öffentlichen Ämter der Richter oder „Redjeven“ wurden durch jährliche Wahlen bestimmt. Doch de facto stachen einige „nobiles“ aus dieser „universitas“ hervor: Insbesondere die Mitglieder der großen und reichen Familien besetzten die öffentlichen Ämter. Statussymbole der nobiles waren ab dem 13. Jahrhundert Steinhäuser (als Vorläufer der späteren Häuptlingsburgen) und kleine Söldnerheere. Im späten 13. Jahrhundert und bis zur Mitte des 14. Jahrhunderts führte eine Vielzahl von Krisen (Hungersnöte, Sturmfluten, mangelnder Absatzmarkt für Waren, Seuchen) zu einem Verlust der öffentlichen Ordnung, die Macht der nobiles verfestigte sich und das ostfriesische Häuptlingswesen begann Gestalt anzunehmen: Die Häuptlinge lernten es rasch, ihre Autorität nicht mehr vom Willen der Gemeinden abzuleiten, sondern als dynastischen Besitz zu verstehen und zu verteidigen.
Zu den größten Häuptlingsfamilien um 1400 gehörten die aus dem Brokmerland stammende Familie tom Brok, die aus Emden stammenden Abdenas sowie die Familie um den Osterhusen beherrschenden Folkmar Allena. Eine besondere Position nahm auch der Häuptling der Rüstringer Friesen sowie über Bant und Wangerland, Edo Wiemken der Ältere, ein. Dieser tat sich besonders als Gastgeber der Vitalienbrüder hervor, weshalb sich eine erste Strafexpedition der Hanse besonders gegen ihn richtete: Er musste am 4. Juli 1398 Lübeck, Bremen und Hamburg zusichern, dass er den Vitalienbrüdern seinen Schutz entziehen und sie aus seinem Gebiet weisen würde. Dass solche Versprechen wenig zu bedeuten hatten, beweist die weitere Korrespondenz zwischen den hovetlingen und der Hanse.
Die ohnehin komplizierte Lage wurde noch zusätzlich diffizil durch die Expansionsabsichten Albrechts von Bayern, der gleichzeitig Graf von Holland war und von dort ausgehend in östliche Richtung Druck auf die Häuptlinge ausübte. Alles in allem kann die Unübersichtlichkeit der Territorialpolitik Ostfrieslands gar nicht überschätzt werden.

#### Zusammenarbeit zwischen Häuptlingen und Vitalienbrüdern
Aus der Zusammenarbeit zogen beide Seiten einen Nutzen: Die Vitalienbrüder brachten Kriegserfahrung und Flexibilität mit sich, vor allem aber war ihr Einsatz im Unterschied zu dem gewöhnlicher Söldner enorm günstig, machten sie doch Beute auf eigene Rechnung und verlangten keinen Sold und keine Verpflegung. Die Häuptlinge dagegen boten einen sicheren Unterschlupf vor Verfolgung sowie einen Absatzmarkt für gekaperte Waren – beides grundlegende Voraussetzungen für den Aufbau einer neuen Operationsbasis.
Bereits im Jahre 1390 ist ein Gefecht zwischen Hamburgern und Vitalienbrüdern dokumentiert, und auch in den Folgejahren arbeiteten Häuptlinge vereinzelt mit Seeräubern zusammen. Zu einem signifikanten Anstieg der Aktivitäten kam es nach der oben skizzierten Vertreibung der Vitalienbrüder von Gotland durch den Deutschen Orden im Jahre 1398.
Bei den Kaperfahrten auf Nordsee und Weser blieben auch hansische und holländische Schiffe nicht von Überfällen verschont, so dass die Vitalienbrüder ein weiteres Mal zu einem drängenden Problem der Hanse, diesmal insbesondere der Städte Hamburg und Bremen, wurden.
So schilderte beispielsweise das Brügger Hansekontor am 4. Mai 1398 einen Vorfall, der sich auf der Nordsee ereignet hatte:

„[…] so hebben de vitalienbruderes, dye Wyczold van dem Broke in Vresland uphold unde huset kort vorleden eyn schif genomen in Norweghen, […] de sulven vitalienbruderes zeghelden uyt Norweghen vorby dat Zwen in de Hovede, unde dar so nemen se wol 14 off 15 schepe […]. Vort zo nemen ze up de zulven tiid eyn schip, dat uyt Enghelande qwam unde wolde int Zwen seghelen, dar inne dat koplude van unsen rechte grot gut vorloren hebben an golde unde an wande, unde de sulven koplude hebben ze mit en gevoret in Vreslande […].“

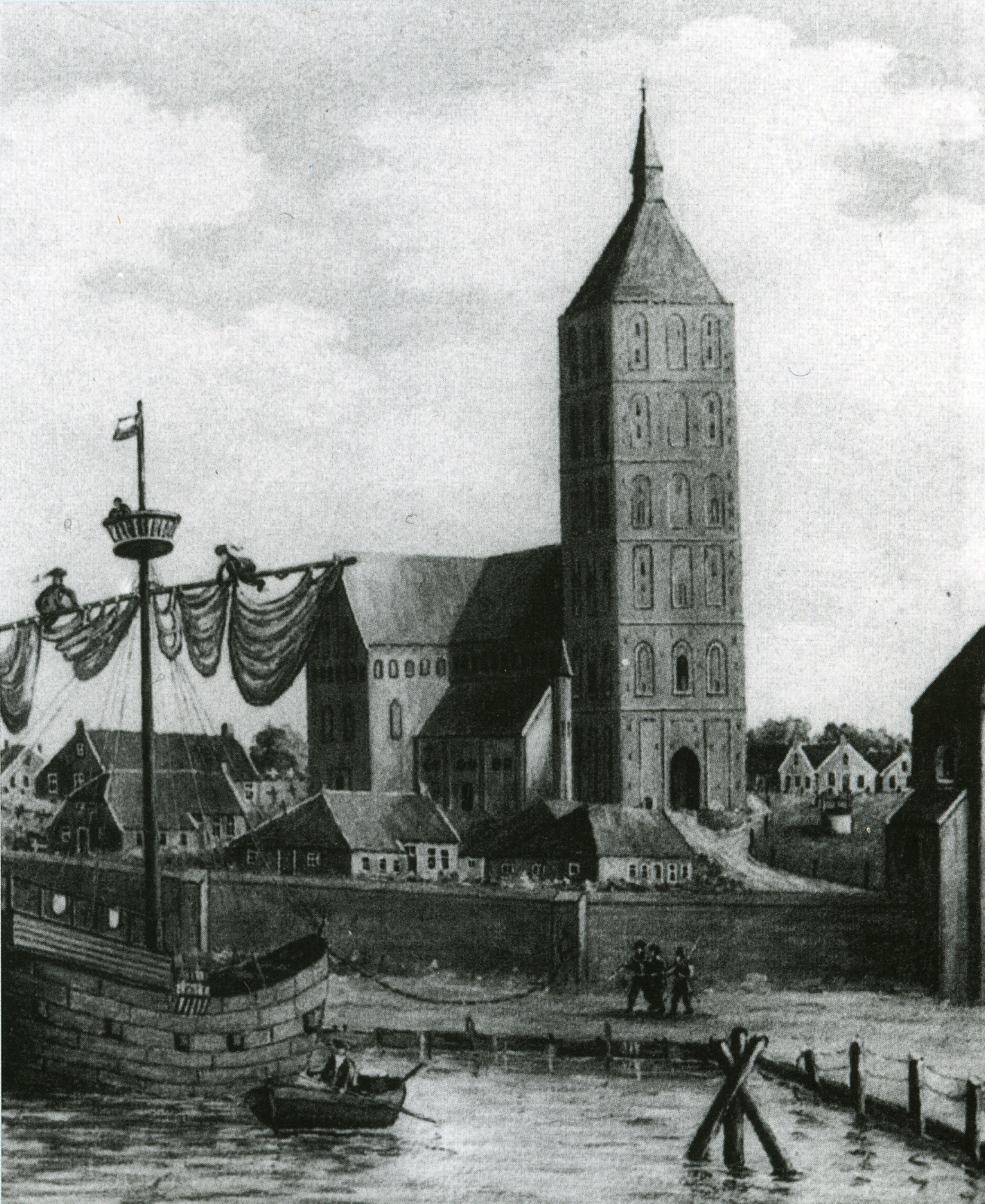
Marienkirche in Marienhafe (Ausschnitt, vermutlich aus dem 19. Jh.)

Einem dieser Kaufleute, Egghert Schoeff, gaben die Vitalienbrüder zudem den Auftrag auszurichten, sie seien „Godes vrende unde al der werlt vyande, sunder der von Hamborch unde der van Bremen, want se dar mochten komen unde aff unde to varen, wanner dat ze wolden.“ Daraufhin forderten die flandrischen Städte Gent, Brügge und Ypern in einem Schreiben keine drei Wochen später die Hansestädte auf, energisch gegen die Vitalienbrüder vorzugehen und Hamburg und Bremen den Ankauf der geraubten Waren zu verbieten. Die beiden Städte versuchten sich von den Vorwürfen der Kollaboration frei zu machen und legten infolgedessen ein besonders energisches Verhalten an den Tag.
Es wurde klar, dass mit der Vertreibung der Vitalienbrüder aus der Ostsee das Problem der Hanse nicht gelöst war, es hatte sich lediglich an einen neuen Ort verlagert: Es kam im Juni 1398, wie oben schon kurz angedeutet, zur ersten großen Operation der Hanse gegen die Seeräuber im Gebiet des Jadebusens. Auch während des Jahres 1399 operierten Lübecker Schiffe unter dem Kommando des Ratsherren Henning von Rentelen vor der ostfriesischen Küste.
Am 2. Februar 1400 wurde auf einem kleinen Hansetag zu Lübeck die Entsendung von elf bewaffneten Koggen mit 950 Mann in die Nordsee beschlossen. Keno II. tom Brok reagierte umgehend, indem er sich in einem auf den 25. Februar datierten Schreiben an die Hansestädte für die Beherbergung der Vitalienbrüder entschuldigte und ihre sofortige Entlassung versprach. Da die entlassenen Vitalienbrüder allerdings sogleich bei Kenos Gegnern Hisko von Emden und Edo Wiemken sowie beim Grafen von Oldenburg Anstellung fanden, heuerten auch Keno tom Brok und seine Bundesgenossen, allen voran Folkmar Allena, Enno Haytatisna und Haro Aldesna, in der Folgezeit wieder Seeräuber an. Eine „Rüstungsspirale“ hatte sich gebildet, es war dem einzelnen Häuptling kaum mehr möglich, auf die Hilfe der Vitalienbrüder zu verzichten, weil er mit seiner eigenen Hausmacht unmöglich das militärische Potential der Seeräuber, das seinen Gegnern zur Verfügung stand, ausgleichen konnte.
Lübeck drängte zur Tat: Am 22. April stach die verabredete Hanseflotte von Hamburg aus mit Kurs auf Ostfriesland in See. Am 5. Mai traf sie auf der Osterems auf von Folkmar Allena beherbergte Vitalienbrüder und besiegte sie. Hierbei kamen 80 Seeräuber zu Tode, 34 wurden gefangen genommen und später hingerichtet.
Die Hanse verlieh ihrem Ansinnen Nachdruck, indem sie sich am 6. Mai die Stadt und das Schloss Emden von Hisko übereignen ließ. Damit wurde die Basis für weitere Operationen gelegt; von hier ausgehend wurden weitere Schlösser und Burgen erobert. Diese Unnachgiebigkeit ließ das Unternehmen zu einem vollen Erfolg für die Hanse werden. Am 23. Mai bestätigten alle Häuptlinge und Gemeinden Ostfrieslands, nie wieder Vitalienbrüder aufzunehmen. Ein Teil der Seeräuber verließ daraufhin Ostfriesland und suchte sich neue Verbündete: Ein Schreiben zweier Schiffshauptleute an Hamburg vom 6. Mai gibt an, dass zwei Hauptleute, Gödeke Michael und Wigbold mit 200 Wehrhaften nach Norwegen gesegelt seien. Auch Herzog Albrecht von Holland nimmt am 15. August des Jahres 114 Vitalienbrüder auf, unter acht Hauptleuten auch einen „Johan Stortebeker“. Ausgestattet mit holländischen Kaperbriefen operierten die Vitalienbrüder in der Nordsee.

### Ende der Vitalienbrüder

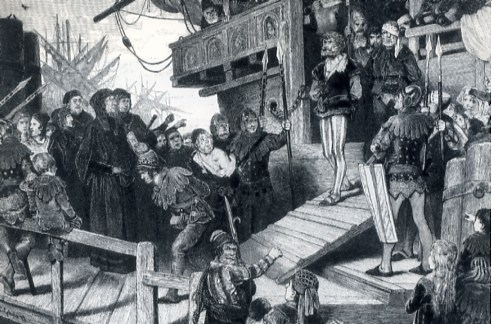
Die Einbringung des Seeräubers Klaus Störtebeker in Hamburg (1401), nach einem Holzstich von Karl Gehrts (1877), Hamburger Staatsarchiv

Ihr eigentliches Ziel erreichte die Hanse nicht: Sie konnte weder Ostfriesland dauerhaft befrieden noch das Seeräuberproblem nachhaltig lösen. Wieder waren diese ihnen, wenn auch diesmal unter einem höheren Blutzoll, entwichen, die Führungsriege gar vollständig.
Nun jedoch setzte ihnen Hamburg direkt und entschlossen nach und stellte zumindest jenen Teil der Seeräuber, der gen Helgoland gezogen war. Das genaue Datum und die Hintergründe dieser Expedition sind nicht überliefert, es kann jedoch davon ausgegangen werden, dass sie zwischen dem 15. August und 11. November des Jahres 1400 durchgeführt wurde. Die Operation unterstand der Leitung zweier Hamburger Ratsherren, Hermann Lange und Nikolaus Schoke, wie die Hamburger Kämmereirechnungen aus dem Folgejahr 1401 bestätigen: „Für die Reise der Herren Hermann Lange und Nikolaus Schoken nach Helgoland im vergangenen Jahr gegen die Vitalienbrüder: zusammen 57 Pfund“. Dazu die Rufus-Chronik:

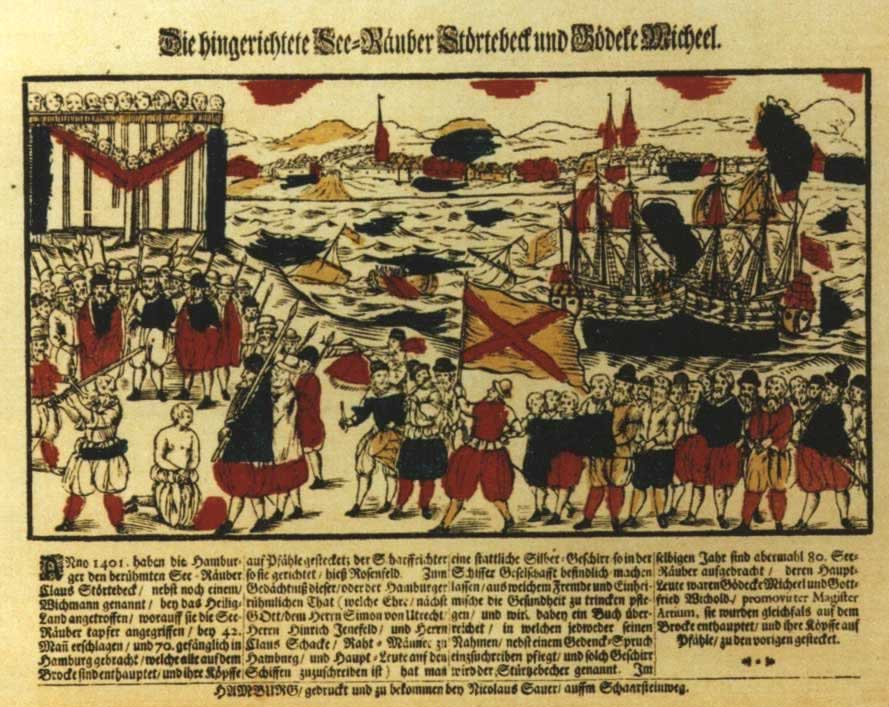
Öffentliche Hinrichtung von Vitalienbrüdern in Hamburg. Flugblatt von 1701, zum 300. Jahrestag der Hinrichtung Störtebekers

„In deme sulven jare vochten de Engelandesvarer van der Stad Hamborch uppe der zee myt den zeeroveren, de syk vitalyenbroder nomeden, unde behelden den seghe jeghen se. se slughen erer beth den 40 doet by Hilghelande unde vinghen erer by 70. de brachten se myt syk to Hamborch, unde leten en alle de hovede afslan; (…) desser vitalien hovetlude weren ghenomet Wichman und Clawes Stortebeker.“

„[Übersetzung nach Seebald] Im selben Jahr (1402) fochten die Englandfahrer der Stadt Hamburg auf See mit den Seeräubern, die sich Vitalienbrüder nannten, und errangen einen Sieg über sie. Bei Helgoland erschlugen sie bis zu 40 von ihnen und nahmen 70 gefangen. Die führten sie mit sich nach Hamburg und ließen sie alle enthaupten (…) Die Hauptleute dieser Vitalienbrüder hießen Wichmann und Klaus Störtebeker.“

Die Englandfahrer, wie Lange und Schoke in der zeitgenössischen Quelle bezeichnet werden, bildeten aus gutem Grund das Rückgrat im Kampf gegen Seeräuberei in der Nordsee, da unter diesem im letzten Jahrhundertviertel unerträglich ausgearteten Übel der Englandhandel am meisten hatte leiden müssen.
Im Jahr 1401 ging Hamburg gegen Störtebekers alten Weggefährten Gödeke Michels vor. Wieder wird das Datum durch Kämmereirechnungen bestätigt: „Für die Reise der Herren Nicolaus Schoke und Hindrik Jenevelt über die Weser gegen die Vitalienbrüder 230 Pfund und 14 Schillinge.“ Drei Schiffe wurden ausgerüstet und Michels und seine Mannschaft gestellt:

„(…) dar na nicht langhe quemen de sulven Enghelandesvarer uppe eynen anderen hupen der zeeroveren unde slughen syk myt en (…) unde vynghen erer by 80 unde vorden se myt syk to Hamborch; dar worden se unthovedet (…). desser hovetmanne weren gheheten Godeke Michels unde Wygbold, ein meyster an den seven kunsten.“

„[Übersetzung nach Seebald] Nicht lange danach stießen dieselben Englandfahrer auf eine andere Seeräuberbande und kämpften mit ihnen (…) und fingen etwa 80 und brachten sie mit sich nach Hamburg. Dort wurden sie enthauptet (…). Ihre Hauptleute hießen Godeke Michels und Wigbold, ein Magister der sieben Künste.“

Mit der Hinrichtung Michels’ hatte man den bedeutendsten Anführer der Vitalienbrüder unschädlich gemacht. Hier ist ein weiterer Wendepunkt in der Geschichte der Likedeeler erreicht. Auch wenn Seeräuber in der Folgezeit weiterhin Schiffe der Hanse aufbrachten, die Bezeichnung „Vitalienbruder“ bereits zu einem Synonym für den Seeräuber an sich geworden war und daher auch weiterhin in den Quellen der folgenden Jahre auftaucht, so sind diese Unternehmungen doch nicht mehr in Zusammenhang mit den Wirren der dänischen Erbfolge oder des ostfriesischen Häuptlingswesens zu setzen: Piraterie, sowohl in der Nord- als auch in der Ostsee, hat es vor und auch nach den hier geschilderten Ereignissen gegeben. Es besteht aber keine kausale Kontinuität mehr zu der Geschichte der Vitalienbrüder, die 1391 auf den Plan traten und bis einschließlich 1401 eine immense Bedrohung für die Handelsschifffahrt darstellten. Noch im Jahre 1427 wurde Oesel gleich zweimal überfallen. Mit einer ebenfalls zweiten Plünderung Bergens während des Dänisch-Hanseatischen Krieges im Jahre 1429 ist zwar noch eine letzte herausragende Operation der Seeräuber überliefert, einen definitiven Schlusspunkt in ihrer Geschichte stellt aber die große Strafexpedition Hamburgs gegen Sibet Lubbenson, den Enkel Edo Wiemkens, dar: Simon van Utrecht, der bereits bei der Überwältigung Gödeke Michels’ mitgewirkt hatte, brach im Jahr 1433 mit 21 Schiffen gen Emden auf und eroberte die Stadt.
1435 beschloss der Rat der Stadt Hamburg, eine Landesherrschaft über das eroberte Emden zu etablieren, als die offensichtlich stabilste Gewähr gegen ein von Häuptlingen begünstigtes Wiederaufleben von Seeräuberei und schleifte die nach zähen Kämpfen errungene Sibetsburg (auf dem Gebiet des heutigen Wilhelmshaven), die frühere Residenz Edo Wiemkens.
Nach 1435 schwinden die Zeugnisse der Vitalienbrüder in der Geschichtsschreibung, ihr Ende war erreicht. Dies bedeutete für die Hanse allerdings nicht die Lösung ihres „Seeräuberproblems“. Kaperfahrt, Seeräuberei und Piraterie existierten auch weiterhin – sie überlebten die Hanse.

## Vitalienbrüder und Hanse – Wirtschaftliche Aspekte

### Seeraub und seine Bekämpfung als Kostenfaktor
Die tatsächlichen Dimensionen des Schadens, die der Seeraub der Vitalienbrüder der Hanse zufügte, sind heute nur noch schwer zu bestimmen. Zu häufig dokumentieren zeitgenössische Quellen nur „großen Schaden“ oder „viel Ungemach“ durch Einwirken der Vitalienbrüder.
Allein der Verlust von Schiffen stellte den ersten großen Posten in dieser Rechnung: Der Wert einer Kogge kann bei mehreren hundert Pfund veranschlagt werden, in lübischer Währung über 1000 Mark. Es sind Fälle überliefert, bei denen Kaufleute ihre zuvor geraubten Schiffe, teilweise gar die Ladung, von den Likedeelern zurückkaufen konnten.
Eine weitere Einnahmequelle für die Seeräuber stellten Lösegeldforderungen für gefangen genommene und entführte Kaufleute dar.
Nicht nur der tatsächliche Seeraub, also das aktive Kapern von Kauffahrern, wirkte sich dabei negativ auf die Wirtschaft der Hanse aus: Auch die Tatsache, dass zeitweilig weite Strecken der Nord- und Ostsee nicht ohne Weiteres befahrbar waren, sorgte für immensen Schaden beim hansischen Kaufmann und für Preissteigerungen bis zum Zehnfachen des vorherigen Warenwerts:

„[Die Vitalienbrüder] bedrohten leider die ganze See und alle Kaufleute, ob Freund ob Feind, so daß die Schonenfahrt wohl drei Jahre darniederlag. Darum war in diesen Jahren [ab 1392] der Hering sehr teuer.“

Doch auch die Gegenwehr, beispielsweise unter der Zuhilfenahme von Friedeschiffen, bedeutete einen hohen Kostenaufwand für die hansischen Städte. Um solche militärischen Interventionen zu finanzieren, erhoben die Städte ein Pfundgeld, eine Art Sondersteuer auf die in den Häfen der Hanse gehandelten Waren. Der erste Beschluss für das Erheben eines solchen Pfundgeldes ist für das Jahr 1377 überliefert. Für das Folgejahr sind allein für die Friedeschiffe von Lübeck und Stralsund Kosten von über 10.000 Pfund dokumentiert. Jedoch wurde das Pfundzoll, wenn überhaupt, nur in Zeiten akuter Bedrohung durch die Vitalienbrüder oder vor großen Operationen akzeptiert.
Immer wieder weigerten sich einzelne Städte, Pfundzölle zu erheben oder hielten sich gar komplett aus der Finanzierung der Kriegsflotten heraus. Allen voran sei an dieser Stelle ein weiteres Mal auf den Interessenkonflikt der Städte Rostock und Wismar hingewiesen, die sich in dieser Hinsicht besonders hervortaten: Ein entschiedenes Eintreten für die Belange der Hanse hätte ihr Landesherr, Albrecht von Mecklenburg, als Verrat begriffen. Daher übten sich beide Städte in Zurückhaltung, wann immer es um die Bekämpfung der seeraubenden Verbündeten ihres Herrschers ging. Die Hanse nahm jedoch mit Blick auf die territorialpolitisch diffizile Situation Rücksicht und sah von schweren Strafen gegen die beiden Städte ab.
Auch zwischen Bremen und Hamburg sowie Lübeck und den preußischen Städten, beziehungsweise der Leitung des Deutschen Ordens, sind immer wieder Meinungsverschiedenheiten dokumentiert. Diese führten wiederholt zu heftigen Auseinandersetzungen innerhalb der Hanse und schließlich zum Suchen neuer Wege bei der Bekämpfung der Seeräuber: Hier sei auf die oben ausführlicher geschilderte Übertragung der Aufgabe auf den Privatmann Wulf Wulflam verwiesen.
Damit sind jedoch längst nicht sämtliche Kosten der Bekämpfung der Seeräuber abgedeckt: So sind Fragen der Logistik (Kosten für Sendeboten, Zahlungen und Verträge mit nicht-hansischen Landesherren, Schadenersatzzahlungen, Kosten für Ausliegerschiffe etc.) bislang gar nicht berücksichtigt. Die Rekonstruktion solch weit verzweigter Ausgaben gestaltet sich außerordentlich kompliziert.

### Geraubte Waren und Absatzmärkte
Zu einem weiteren Streitpunkt innerhalb der Hanse entwickelte sich die Praxis einzelner Städte, den Vitalienbrüdern in ihren Häfen einen Absatzmarkt für ihr Kapergut bereitzustellen. An erster Stelle ist hierbei der Vorwurf gegen Hamburg und Bremen zu nennen, der nach dem Überfall auf den Danziger Kaufmann Egghert Schoeff im Jahre 1398 im Raume stand:
Nachdem ihm die Vitalienbrüder ausrichten ließen, sie seien „Gottes Freunde und aller Welt Feinde, mit Ausnahme der Städte Hamburg und Bremen“, da sie dort jederzeit ihre Waren verkaufen könnten, sahen sich beide Städte mit erheblichem Misstrauen konfrontiert. Tatsächlich eigneten sich Hamburg und Bremen ebenso wie die einzelnen Märkte in Ostfriesland oder Groningen bestens zum Verkauf von Raubgut. Immer wieder sind diese als Anlaufstellen für Seeräuberschiffe dokumentiert. Doch auch im Binnenland boten sich den Vitaliensern Absatzmärkte, allen voran die Städte Münster und Osnabrück.

## Rechtliche Aspekte des Seeraubs um 1400
Als serovere, Seeräuber, galt, wer aus eigener Initiative, das heißt ohne staatliche Ermächtigung, und auf eigene Rechnung andere Schiffe in räuberischer Absicht überfiel. Staatliche Ermächtigung bedeutete in diesem Falle, in Besitz eines Kaperbriefes zu sein. Bezogen auf die Vitalienbrüder implizierte dieser die Anerkennung der Kaperfahrer als Verbündete des Herzogs zu Mecklenburg. Das Aufbringen feindlicher Schiffe war damit vom Kriegsrecht legitimiert. Folglich handelte es sich bei den Vitaliensern per definitionem nicht mehr um Seeräuber oder Piraten.
In der historischen Wirklichkeit verschwammen diese Grenzen jedoch stark: Zum einen hielten sich die Vitalienbrüder nicht an die Satzungen der Kaperbriefe und enterten auch Schiffe, die nicht direkt in den dänisch-mecklenburgischen Krieg involviert waren. Zum anderen akzeptierten die Hansestädte den Status der Kapererlaubnis in den seltensten Fällen oder ignorierten ihn schlicht: Für sie handelte es sich bei den Vitaliensern um bloße Piraten, die es aufs Schärfste zu bekämpfen galt.

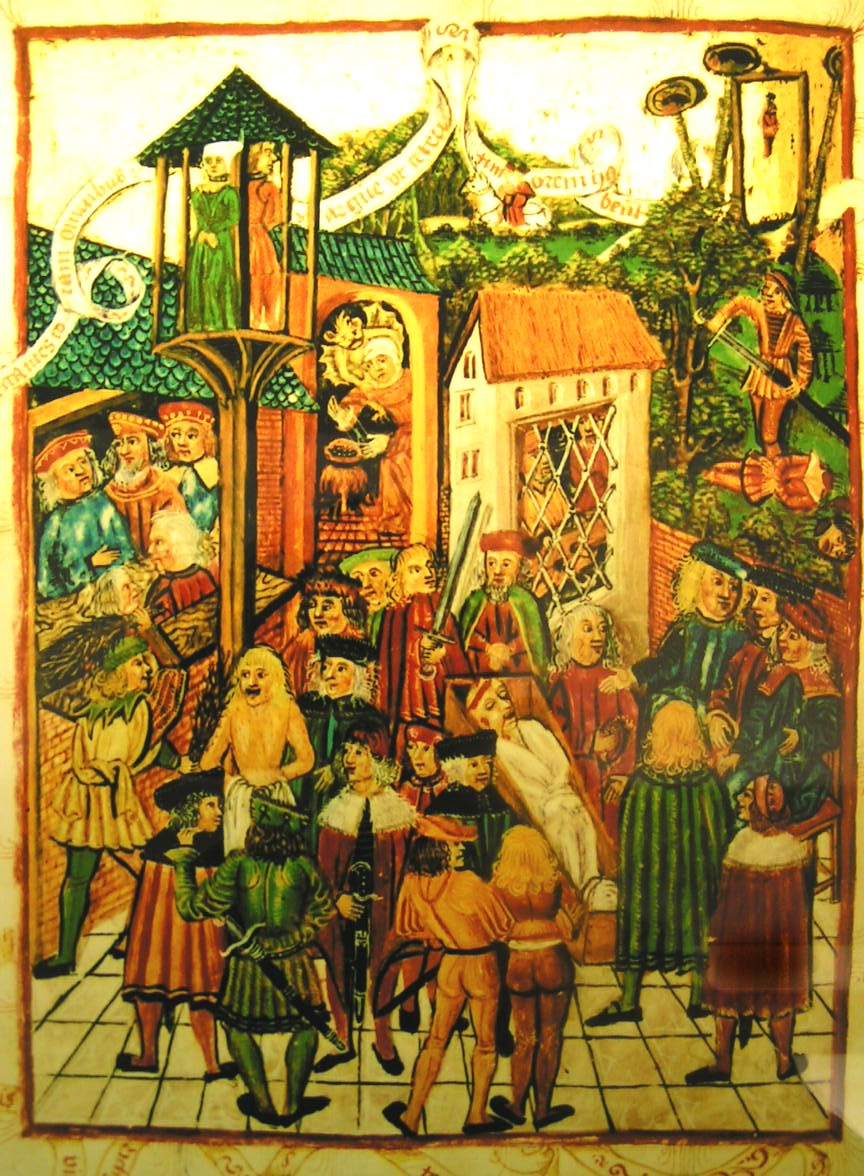
Hamburger Stadtrecht von 1479: Verbrechen (Ausschnitt), Museum für Hamburgische Geschichte

Dementsprechend hart war nach heutigem Empfinden das Strafmaß für Seeräuberei: Enthauptung durch das Schwert. Nach der mittelalterlichen Rechtsnorm galt diese Hinrichtung jedoch als die einzig ehrenvolle. Sie war für gewöhnlich adligen Delinquenten vorbehalten. Alle in Hamburg üblichen Strafen sind in einer Illustration des Hamburger Stadtrechts von 1479 dargestellt: Das Schließen der Beine in einen Stock, Rädern, Hängen, Prangerstehen, Stäupen und schließlich die Enthauptung.
Dass Hamburg als unnachgiebiger Widersacher der Vitalienbrüder dennoch nicht von dieser Vollstreckungsmethode abwich, kann als letztes Zugeständnis an die eigentlich vom Kriegsrecht Legitimierten interpretiert werden. Zudem hielt das Strafrecht den Vitalienbrüdern das Kriterium der Offenheit zugute: Ein heimlicher Angriff, beispielsweise der Diebstahl ab 16 Schillingen, wurde mit Hängen geahndet.
In der Regel wurden die Köpfe der Hingerichteten auf dem Hamburger Grasbrook auf Pfähle gesteckt und längs der Elbe aufgestellt. Hiermit sollte ein Abschreckungspotential aufgebaut werden und eine Warnung an sämtliche die Stadt anlaufende Schiffe ausgesprochen werden: Hamburg hatte den Vitalienbrüdern den Kampf angesagt.

## Schiffe der Vitalienbrüder

### Schiffstypen: Kogge und Holk

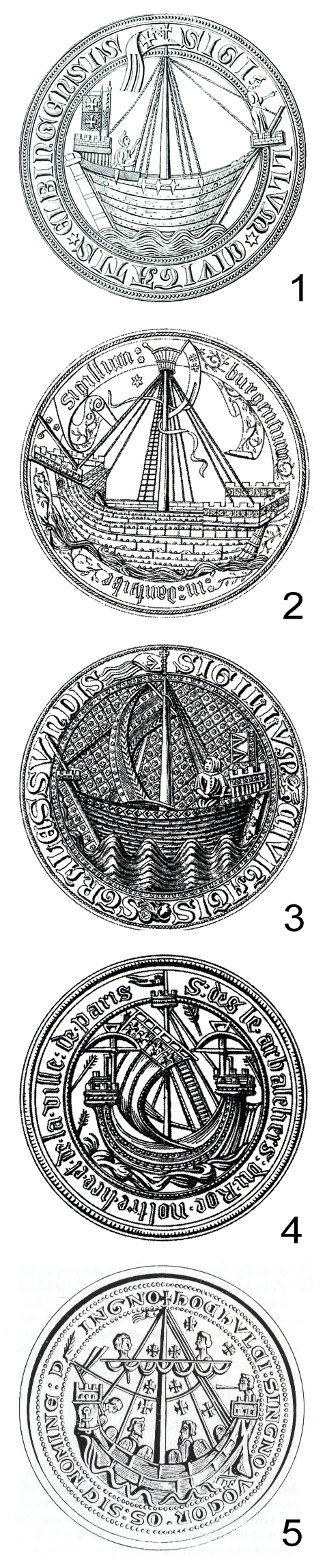
Siegel mit Schiffsdarstellungen: 1. Kogge (Elbing), 2. Holk (Danzig), 3. Kogge (Stralsund), 4. Holk (Bogenmacher von Paris), 5. Holk (New Shoreham)

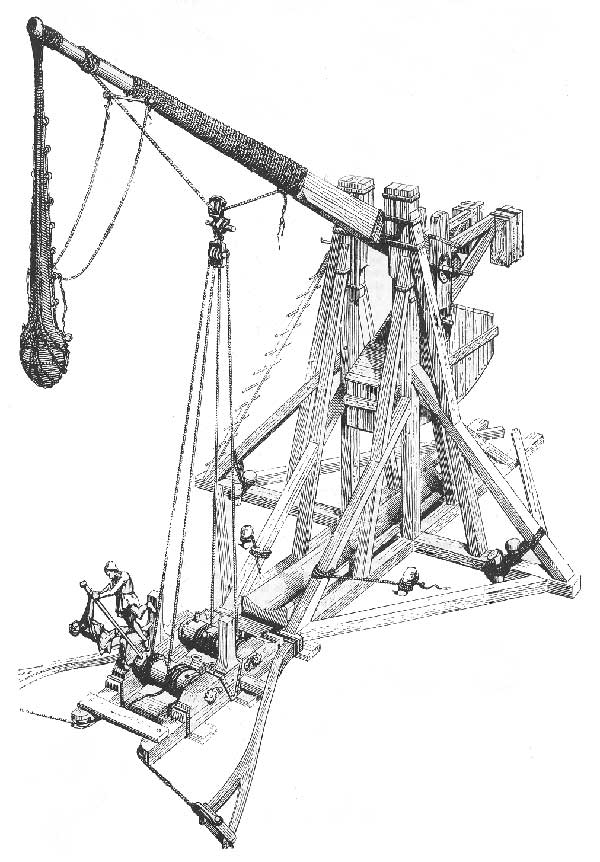
Eine Blide

Vitalienbrüder und Hanse nutzten die gleichen Schiffe bei ihren jeweiligen Unternehmungen. Dass die Seeräuber schnellere Schiffe benutzten, kann nach Erkenntnissen der Forschung nicht bestätigt werden: ihre größere Geschwindigkeit wird man auf geringere Ladung zurückzuführen haben.
Die zwei bedeutendsten und größten Schiffstypen für die Seefahrt waren die Kogge und der Holk.
Die Kogge konnte aufgrund ihres flachen Kiels nicht gegen den Wind kreuzen, da die seitliche Abdrift sonst zu groß wurde. Dies führte gegebenenfalls zu langen Wartezeiten, die die Kaufleute aufgrund der dennoch zu leistenden Heuer für die Seeleute teuer zu stehen kamen.
Für den später eingesetzten Holk war aufgrund seines tiefer reichenden Kiels mit weniger Abdrift zu rechnen. Den entscheidenden Nachteil hinsichtlich der Navigierfähigkeit teilte er jedoch mit der Kogge: Beide hatten jeweils nur ein einzelnes, riesiges Rahsegel von circa 200 m², dessen Bedienung insbesondere bei starkem Wind eine große Mannschaft erforderte.
Beide Schiffe hatten gemeinsam, dass sie besonders hochbordig gebaut waren. Dies bedeutete für die Seeräuber, dass sie ebenso hochbordige Schiffe benötigten, um die Kauffahrer entern zu können.

### Besatzung
Die höhere Zahl der Besatzung sorgte für die Überlegenheit der Likedeeler im Vergleich zum gemeinen Kauffahrer. Für ein der Bremer Hansekogge hinsichtlich der Größe vergleichbares Schiff ist eine Mannschaft von einem Schiffer sowie zehn Mann überliefert. Hinzu kamen noch sogenannte Jungknechte. also Schiffsjungen, die jedoch nicht zur Mannschaft gezählt wurden. Später kamen auch spezialisierte Seeleute zum Einsatz, so zum Beispiel Schiffszimmerleute oder Segelmacher.
Auf Handelsschiffen waren zudem Kaufleute oder Schreiber Teil der Besatzung.
Die Mannschaften von Seeräubern waren vermutlich doppelt so groß wie die der Handelsschiffe, um bei Entergefechten den entscheidenden Vorteil zu haben: Es dürfte sich im Schnitt um 30 bis 40 Männer gehandelt haben.
So entstand eine Art „Rüstungsspirale“, denn die Überlegenheit der Vitalienbrüder im Bereich der Mannschaftsstärke hatte zur Folge, dass die Hanse auf ihren Friedeschiffen zu noch größeren Besatzungen griff. Für das Jahr 1368 ist eine Hamburger Kogge mit 20 Seeleuten und 60 Kriegern an Bord bestätigt. Später wurden Kriegsschiffe mit bis zu 100 Mann eingesetzt. Hierbei ist deutlich ersichtlich, dass eben nicht die Art der Schiffe ausschlaggebend für den Erfolg eines Seegefechts war, sondern die Ausrüstung des jeweiligen Schiffes mit Blick auf Besatzung und Bewaffnung.

### Bewaffnung
Für kriegerische Einsätze wurden die Schiffe umfangreich mit Armbrüsten bestückt. Hierzu waren feste Geschütze am Vorder- und Achterkastell der Koggen und Holke sowie in Mastkörben angebracht. Auch der Einsatz von Feuerwaffen ist überliefert, jedoch fehlte den damit abgefeuerten Geschossen der notwendige Drall, um eine stabile Flugbahn zu gewährleisten. Die wesentlich zielgenaueren Armbrüste wurden effizient vor Beginn des Enterkampfs eingesetzt, um möglichst viele Gegner schon im Vorfeld des eigentlichen Gefechts kampfunfähig zu machen. Im Enterkampf selbst kamen neben Dolchen und Keulen vor allem Schwerter und Beile zum Einsatz.
Im Batteriedeck aufgestellte, schwere Schiffsgeschütze wurden erst ab 1493 genutzt, als sich verschließbare Stückpforten durchzusetzen begannen. Sie spielten also zur Zeit der Vitalienbrüder noch keine ausschlaggebende Rolle. Fest montierte Wurfmaschinen, sogenannte Bliden, konnten dagegen auch höhere Entfernungen zwischen den Schiffen überwinden.

### Weitere Schiffstypen
Neben Koggen und Holken kamen auch kleinere Schiffe zum Einsatz, die zur Unterstützung den großen Seglern zur Seite gestellt wurden. Hier ist vor allem die einmastige Schnigge zu nennen, die aufgrund ihrer Wendigkeit und höheren Geschwindigkeit den Koggen an Manövrierfähigkeit überlegen war. Besonders bei Unternehmungen in flachen Gewässern oder bei Landungen kamen die Schiffe mit geringem Tiefgang zum Einsatz. Zum Enterkampf dagegen waren sie wegen ihrer niedrigen Bordwände nicht geeignet, weswegen sie häufig mit Armbrüsten bestückt zu kapernde Schiffe auf die Koggen und Holke der Vitalienser zutreiben sollten. Zu Kriegseinsätzen konnten Schniggen bis zu 55 Bewaffnete transportieren.

## Rezeption
Die gesellschaftliche Rezeption des Phänomens „Vitalienbrüder“ hat eine radikale Wandlung erfahren: Bedeutete ihr Name dem mittelalterlichen Zeitgenossen noch Unheil und Gefahr, hat im Laufe der Zeit eine positive Umdeutung ihrer Motive bis hin zur idealistischen Verklärung stattgefunden. Hierbei ist natürlich zuerst auf die Legende von Störtebeker hinzuweisen, der ein Symbol für Widerstand, Wagemut, Selbstbestimmtheit und Abenteuer geworden ist. Der Mythos lebt fort in einer unüberschaubaren Menge an historischen und Abenteuerromanen, an Comics, Filmen, Liedern und nicht zuletzt auch an den jährlich stattfindenden „Störtebeker-Festspielen“ auf der Insel Rügen.
Die Vitalienbrüder treten dabei zurück hinter Klaus Störtebeker, ebenso historisch bedeutendere Anführer des Bundes wie Gödeke Michels oder Magister Wigbold. Hier ist eine klare Trennlinie zwischen historischer Forschung einerseits und traditioneller Überlieferung andererseits zu ziehen: War Störtebeker, solange man zeitgenössischen Quellen folgt, nur einer unter vielen Hauptleuten der Vitalienser, so macht die Sage ihn zu dem Anführer und Repräsentanten.
Eine ähnliche Verschiebung ist übrigens auch auf der Seite der Piratenjäger zu beobachten: Hier verdrängte im Laufe der Zeit Simon von Utrecht die eigentlichen Anführer der Englandfahrer, Hermann Lange, Nikolaus Schoke und Hinrik Jenefeld.
Die Verklärung und Umdeutung der realen Ereignisse begann bereits bei den Chronisten des Mittelalters, beeinflusst von den Sagen und Legenden der Bevölkerung. Diese Tradition setzte sich fort: Im Jahr 1701 führte der Komponist Reinhard Keiser das erste Mal eine Oper mit dem Thema des Störtebeker-Mythos in Hamburg auf, 1783 ist am Hamburger Stadttheater ein Stück mit dem Namen Claus Storzenbecher dokumentiert. Im 18. Jahrhundert entstanden eine weitere Oper, zwei Theaterstücke, fünf poetische und neun Prosawerke.
Der Trend setzte sich ab 1900 fort: Bis einschließlich 1945 sind vier Balladen, ein Radiohörspiel, zehn Theaterstücke und 18 Romane und Erzählungen über Störtebeker und die Vitalienbrüder überliefert. Auch die Nationalsozialisten instrumentalisierten den Mythos um Störtebeker. Er wurde in die Propaganda Hitlerdeutschlands eingeflochten als „nordischer Rebell“ mit dem Recht zur „Plünderung der Nachbarvölker“.
Auch unter marxistischer Interpretation, welche die nationalsozialistische Rezeption berichtigen wollte, scheint der Mythos in Willi Bredels Roman Die Vitalienbrüder zu funktionieren: Die hansischen Patrizierfamilien wurden als herrschende Klasse stilisiert, der sich der proletarische Held Störtebeker mit seinen sozialistisch gesinnten Likedeelern entgegenstellte. Auch hier wurde die Lesart von Störtebeker als einem „Robin Hood der Meere“ implizit weiter konstruiert. Diese setzte sich fort in der Planung einer Theaterinszenierung des SED-Zentralkomitees aus dem Jahre 1959 unter dem Titel Klaus Störtebeker. Henning zitiert den Epilog des Stückes wie folgt:

„Störtebeker – Göstemichel – / Wigbold, wat liggt an – / Sozialismus voraus  – / Die Arbeiter / Herren im eigenen Haus.“

Diese Aufführung legte den Grundstein für die heutigen „Störtebeker-Festspiele“ auf der Insel Rügen.

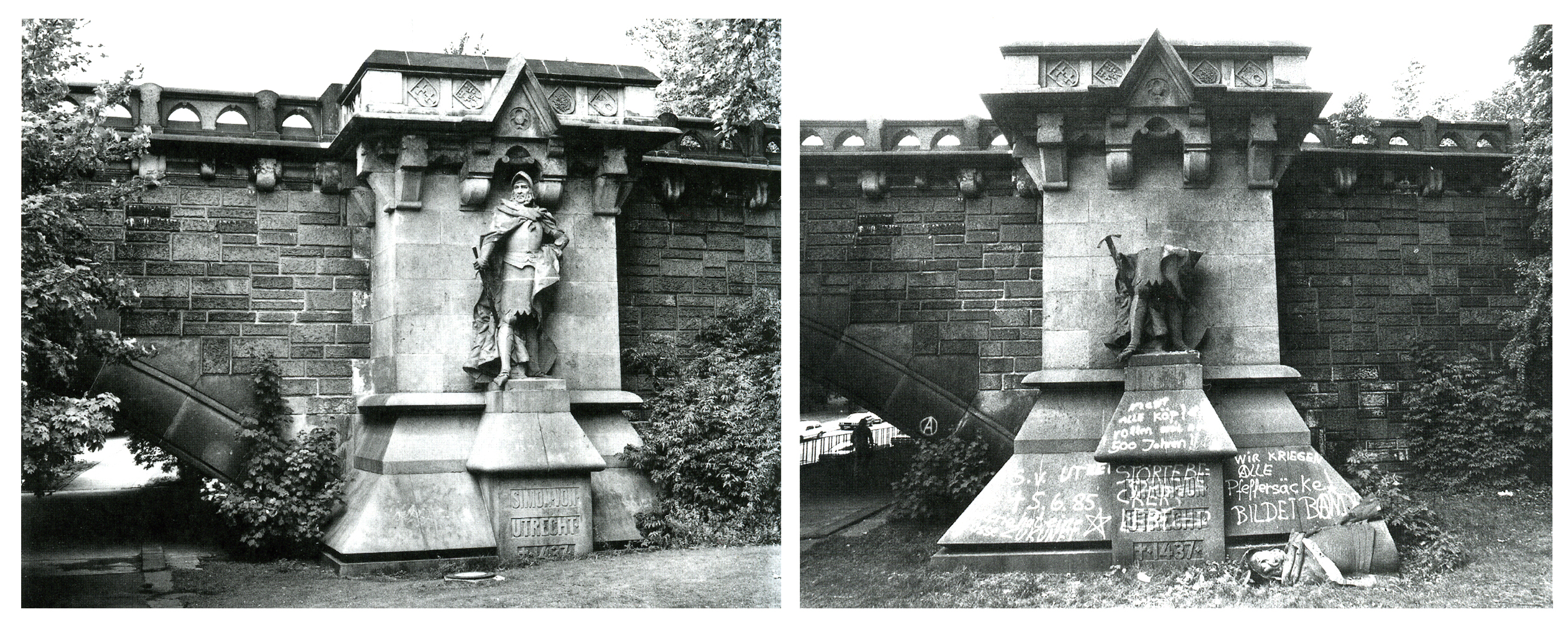
Das Hamburger Simon-von-Utrecht-Denkmal, „enthauptet“ am 5. Juni 1985

Ebenfalls in einem politischen Zusammenhang muss auch die „Enthauptung“ des Hamburger Simon-van-Utrecht-Denkmals an der Kersten-Miles-Brücke im Jahr 1985 betrachtet werden. Die zerstörte Statue wurde mit politischen Graffiti versehen. Diese forderten auf, Banden zu bilden, bescheinigten der Piraterie eine große Zukunft oder drohten „Wir kriegen alle Pfeffersäcke!“ in Referenz an das zeitgenössische Schimpfwort für die reichen Hansekaufleute. Die Aktion stand in engem Zusammenhang mit der Beteiligung Simons van Utrecht an der Festnahme und Enthauptung Gödeke Michels: „Nicht alle Köpfe rollen erst nach 500 Jahren!“
Im Mythos leben die Vitalienbrüder und ihr prominenter Anführer fort. Diese Legenden sind aber keinesfalls mit den historischen Gegebenheiten zu verwechseln. Sie sind nicht Zeugen der Geschichte selbst, sondern vielmehr ihrer historischen Rezeption und der Bedürfnisse der einzelnen Menschen zu ihrer jeweiligen Zeit: Die Legenden von Kaperfahrt und Vitaliensern werden zur Projektionsfläche für Fluchtpunkte aus dem Alltag und haben infolgedessen nur noch sehr wenig gemein mit der historischen Vorlage. Diese tritt in den Hintergrund und macht Platz für den Wunsch nach Freiheit und Abenteuer.